# Sacramental

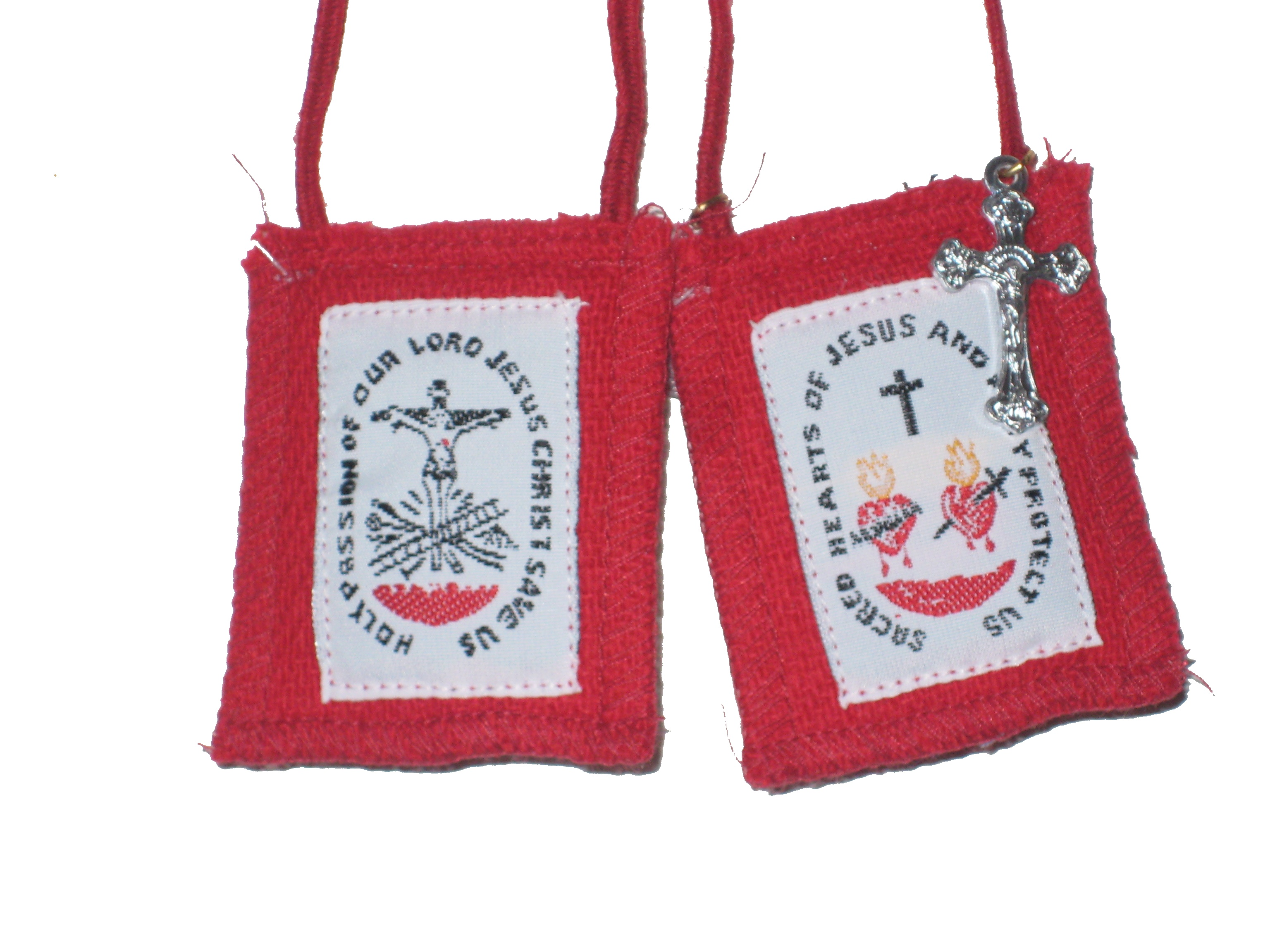
Un sacramental de l'Église catholique : le scapulaire de la Passion avec un petit crucifix accroché.

Les sacramentaux sont des signes sacrés de natures très diverses, dont le rite est défini par l’Église catholique : bénédiction d’objets ou de personnes, exorcisme, enterrement, procession, prière, célébration, etc. Ils sont considérés comme mineurs par rapport aux sept sacrements et sont ordonnés à ces derniers, pour aider à profiter de leurs effets.
Le Catéchisme de l'Église Catholique affirme : « La sainte Mère Église a institué des sacramentaux, qui sont des signes sacrés par lesquels, selon une certaine imitation des sacrements, des effets surtout spirituels sont signifiés et sont obtenus par la prière de l'Église. Par eux, les hommes sont disposés à recevoir l'effet principal des sacrements et les diverses circonstances de la vie sont sanctifiées ».
On distingue :
- les sacramentaux majeurs qui concernent les personnes, comme la bénédiction d'un père abbé, d'un prêtre juste ordonné…
- les sacramentaux mineurs qui concernent surtout les objets.

## Usages dans les Églises catholique, orthodoxe et anglicane

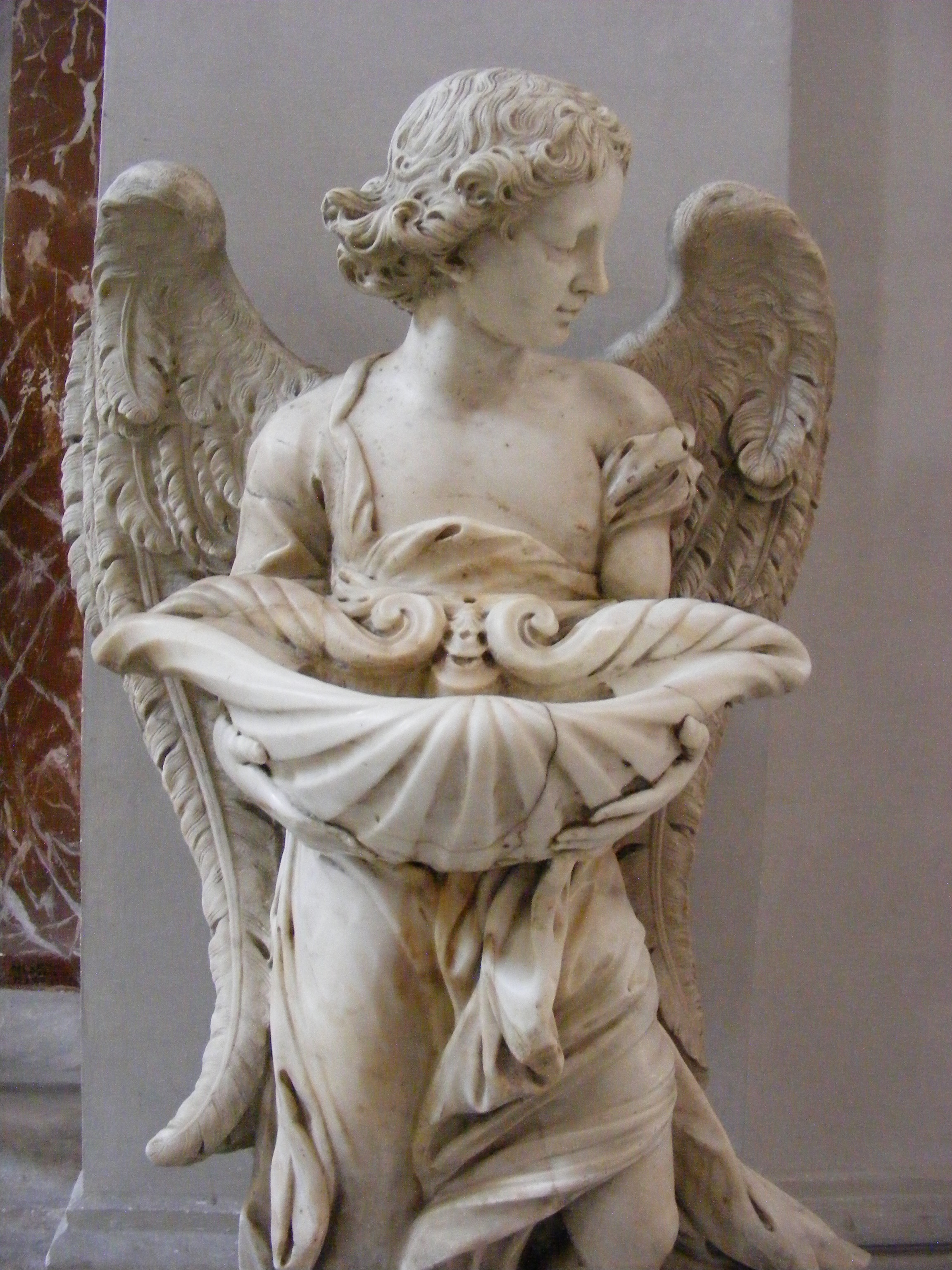
Un bénitier contenant de l'eau bénite dans la basilique Santa Maria degli Angeli e dei Martiri, Rome.

Lorsque le terme est utilisé au singulier, il est précédé d'un article (« un sacramental » ou « le sacramental ») comme sacrement est aussi un adjectif décrivant les sept sacrements.
Ces Églises reconnaissent deux différences entre les sacrements et les sacramentaux :
- Les sacrements ont été institués par Jésus-Christ ; la plupart des sacramentaux, mais pas la totalité, ont été institués par l’Église.
- Les sacrements donnent la grâce et portent des fruits lorsque le fidèle ne met pas d'obstacles spirituels sur son chemin, les sacramentaux stimulent de pieuses dispositions, au moyen desquelles le fidèle peut obtenir la grâce divine. Ce n'est pas le sacramental lui-même qui donne la grâce, mais la dévotion, l'amour de Dieu, ou la tristesse que le péché inspire et les prières de l'Église qui rendent les sacramentaux efficaces contre le mal.

Bien que l'Église catholique limite la réception des sacrements pour des non-catholiques, ce n'est pas le cas des sacramentaux. L'utilisation pieuse des sacramentaux par des non-catholiques est autorisée et même encouragée. Comme les objets bénis ou les rituels qui représentent les croyances sacrées et des personnes, le manque de respect à des sacramentaux est considéré comme une forme de sacrilège.
Le Catéchisme de l'Église catholique déclare que les sacramentaux « ne confèrent pas la grâce du Saint-Esprit comme les sacrements le font, mais par la prière de l'Église, ils nous préparent à recevoir la grâce et nous dispose à coopérer avec elle ».

### Protection contre le Démon

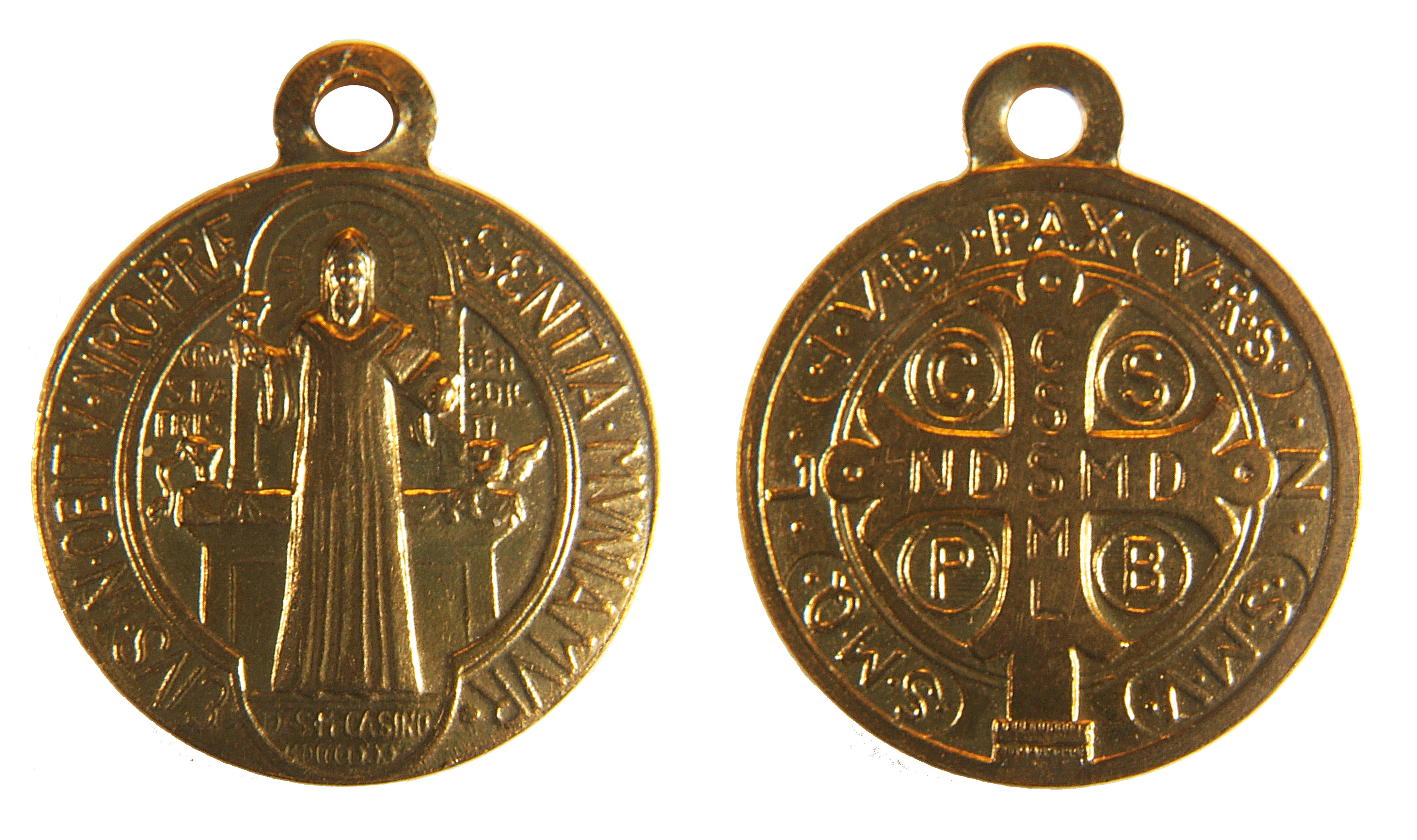
La médaille de saint Benoît recto verso, utilisée dans le rosaire.

Les laïcs catholiques ne sont pas autorisés à effectuer des exorcismes, mais ils peuvent utiliser de l'eau bénite et d'autres sacramentaux, tels que la médaille de saint Benoît ou le crucifix pour conjurer le mal. 
La médaille de saint Benoît qui comprend le Vade Retro Satana formule pour conjurer Satan a été en usage depuis le XVIIIe siècle au moins, et en 1742 il a reçu l'approbation du pape Benoît XIV. Il devint plus tard une partie du rituel romain.
Le crucifix est largement considéré comme l'un des moyens les plus efficaces de prévenir ou de s'opposer au démon, comme l'indiquent de nombreux exorcistes, dont le célèbre exorciste du Vatican, le Père Gabriele Amorth.
Le Catéchisme avancé de l'Église catholique (numéro 301) se réfère spécifiquement à l'utilisation de l'eau bénite pour la « protection contre les puissances des ténèbres ». 
Des saints catholiques ont écrit sur la puissance de l'eau bénite comme une force qui repousse le mal. Sainte Thérèse d'Avila, Docteur de l'Église qui a déclaré avoir eu des visions de Jésus et de Marie, était une fervente partisane  de l'usage de l'eau bénite et a écrit qu'elle l'utilisait avec succès pour repousser le mal et les tentations.
Le scapulaire de saint Michel Archange est associé à l'archange Michel, le principal ennemi de Satan. Le pape Pie IX a donné à ce scapulaire sa bénédiction, mais il a d'abord été formellement approuvé par Léon XIII. Le scapulaire porte la représentation bien connue de l'archange saint Michel terrassant le dragon avec l'inscription « Quis ut Deus ? » Signifiant Qui est comme Dieu ?.

### Sacramentaux mariaux

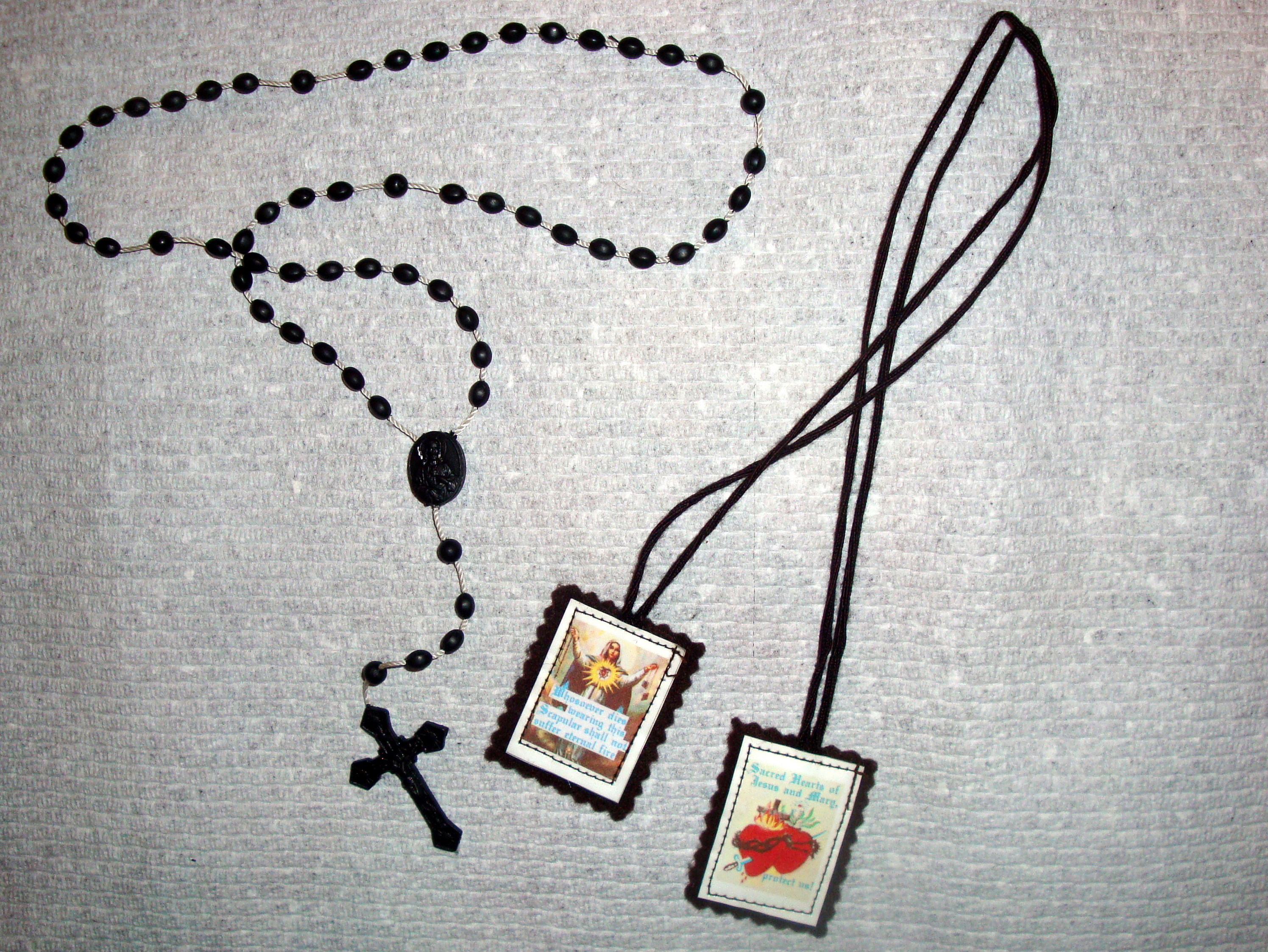
Sacramentaux mariaux de l'Église catholique : chapelet et scapulaire de Notre-Dame du Mont-Carmel.

Un certain nombre de sacramentaux mariaux sont utilisés par certains catholiques. Il s'agit notamment du chapelet, divers scapulaires, ainsi que des médailles comme la médaille miraculeuse. Le chapelet et le scapulaire sont de loin les plus utilisés parmi les sacramentaux mariaux.
Il y a plusieurs scapulaires mariaux :
- Le scapulaire marron de Notre-Dame du Mont-Carmel
- Le scapulaire de Notre Dame de la Merci (B. Maria V. de Mercede redemptionis captivorum)
- Le scapulaire noir des Sept Douleurs (de Marie)
- Le scapulaire bleu de l'Immaculée Conception
- Le scapulaire blanc du Cœur Immaculé de Marie
- Le scapulaire blanc de Notre-Dame de bon conseil

De tous les scapulaires, celui de Notre-Dame du Mont-Carmel est le plus diffusé.

## Diversité des sacramentaux

### Bénédictions de choses
- Dédicaces des églises et basiliques
- Bénédictions des Saintes Huiles
- Vénération des reliques des saints
- Autel
- Bénédiction d’une maison ou d’un moyen de transport
- Eau bénite (en rappel du baptême)
- Pain bénit
- Scapulaire du Mont Carmel
- Agnus Dei

### Bénédictions de personnes
- Abbé, abbesse de monastère
- Rois et reines sacrés
- Vierges consacrées
- Religieuses
- Acolytes

### Rituels et Processions liturgiques
- Vigile pascale
- Présentation de Jésus au Temple, Rameaux, Fête du Corps et du sang du Christ
- Annonce du saint Évangile de Jésus-Christ
- Pastorale des funérailles
  - Prières pour les mourants (à distinguer du sacrement des malades)
- Repas (par le bénédicité)
- Fiançailles

## Sacramentaux

### Effets
La finalité des sacrements est l’union avec Dieu, ou autrement dit le fait de pouvoir vivre à la suite du Christ le mystère pascal. De la même façon, les sacramentaux sont des aides pour vivre  cette réalité nouvelle au quotidien. Retrouver une juste relation aux choses, par exemple : faire bénir sa maison pour exhorter à ce qu’elle soit une maison d’accueil et de vie avec Dieu. La bénédiction des personnes ayant des responsabilités dans une communauté (abbé, religieux) est une prière pour que l’exercice de cette fonction soit ordonné à la grâce et non pas au péché, etc.
Techniquement, il est précisé que les sacramentaux agissent ex opere operantis Ecclesiae, c'est-à-dire du fait de l’action de l’Église, et non pas ex opere operato, c'est-à-dire du seul fait que le sacrement est accompli.
Hormis les rituels de bénédiction, on trouve aussi des exhortations (malades, annonce de la foi, etc.) et la formalisation de célébrations liturgiques au cœur de la vie liturgique de l’Église.

### Composition
On retrouve souvent dans les sacramentaux les signes de l’imposition des mains, les onctions, l’utilisation de l’eau bénite (la bénédiction de l’eau préalable étant elle-même un sacramental).

### Qui peut réaliser un sacramental?
Les sacramentaux peuvent être administrés par l’évêque (dédicace de basilique), le prêtre (bénédiction de l’eau), le diacre ou par les laïcs (bénédiction d’un repas).

### Qui peut «bénéficier» d'un sacramental?
La plupart des sacramentaux sont destinés à tous les baptisés (bénédiction d'un repas, d'une maison etc.) ; certains sacramentaux sont destinés aux catéchumènes lors du catéchuménat, c'est-à-dire lors de l'initiation chrétienne avant le baptême. D'autres sont réservés à certains engagements particuliers (bénédiction d'un abbé par exemple).